# Lil Nas X
 Ikke at forveksle med Nas (rapper).
Montero Lamar Hill (født 9. april 1999), kendt under sit kunstnernavn Lil Nas X, er en amerikansk rapper og singer-songwriter. Han blev kendt med udgivelsen af sin country rap single "Old Town Road", der var på US Billboard Hot 100 i 19 uger. Singlen blev udgivet i flere remix-udgaver, hvoraf Billy Ray Cyrus blev den mest populære. Flere af hans musikvideoer har forarget, f.eks. videoen til singlen "Montero (Call Me By Your Name)" med sin homoseksualitet og religiøse referencer sendte chokbølger gennem den kristne fløj i USA.
Ved Grammy Awards i 2020 blev han nomineret i seks kategorier, og modtog en for bedste musikvideo og bedste popduo/gruppe-præstation.
I 2023 var han på årets Roskilde Festival.

## Diskografi

### Studiealbum
- Montero (17. september 2021)[7]